# 김기남 (1971년)
김기남(1971년 1월 18일 ~ )은 대한민국의 전직 축구 선수이다. 현역 시절 포지션은 미드필더였다.

## 지도자 경력
2005년 포항 스틸러스 유소년팀 코치
2012년 서남대학교 축구부 감독이 되었다.